# Tarte au citron
La tarte au citron est une tarte sucrée garnie de crème à base de citron. Elle ne comprend aucun fruit. La crème est un mélange d'œufs, de sucre, de jus de citron et de zeste de citron. Également appelée lemon curd, c'est cette crème qui donne à la tarte son goût.
La tarte au citron est souvent complétée par une meringue et devient alors une tarte au citron meringuée.

## En France

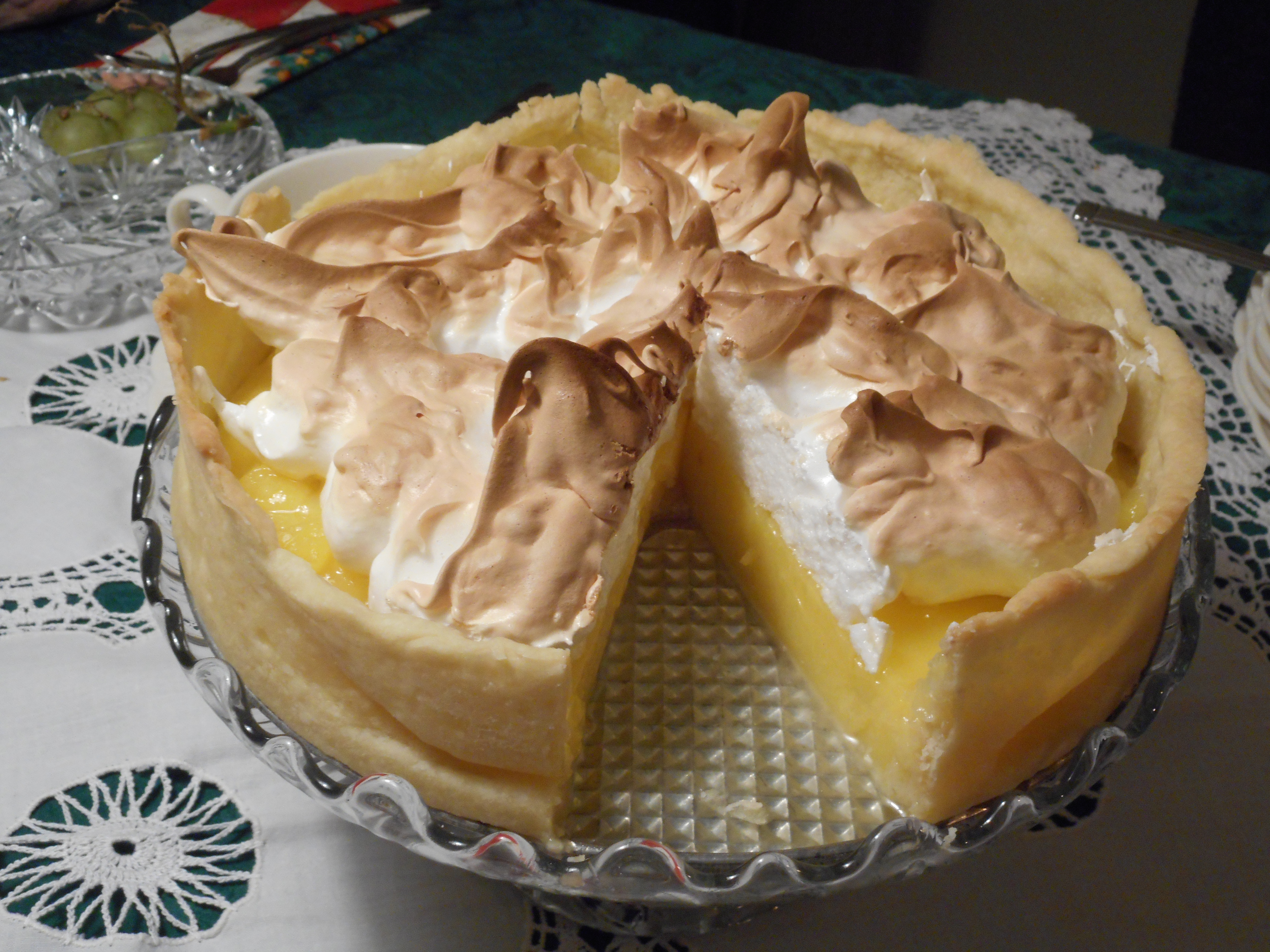
Tarte au citron meringuée.

Cette tarte est un classique de la cuisine française, qu'elle soit meringuée ou non. 
Au XXIe siècle, elle est cuisinée aussi bien en famille que par des pâtissiers professionnels. Elle est servie dans les restaurants, et vendue dans les boulangeries, dans les pâtisseries et dans les grandes surfaces.

## Aux États-Unis
Appelée lemon pie aux États-Unis, cette tarte est très populaire dans les États du Sud et en Californie.
Il existe plusieurs types de lemon pie, mais trois principales se démarquent :
- la lemon pie (tarte au citron traditionnelle) ;
- la lemon meringue pie (tarte au citron meringuée) ;
- la key lime pie (tarte au citron faite exclusivement avec des citrons verts de l'archipel des Keys).

La key lime pie utilise du lait concentré alors qu'aucune des autres recettes n'en utilise.
Ces tartes peuvent se déguster avec ou sans costarde.